# Rumex lorentzianus
Rumex lorentzianus är en slideväxtart som beskrevs av Gustav Lindau. Rumex lorentzianus ingår i släktet skräppor, och familjen slideväxter. Inga underarter finns listade i Catalogue of Life.